# Molins-sur-Aube
Molins-sur-Aube és un municipi francès situat al departament de l'Aube i a la regió del Gran Est. L'any 2007 tenia 112 habitants.

## Demografia

### Població
El 2007 la població de fet de Molins-sur-Aube era de 112 persones. Hi havia 44 famílies de les quals 12 eren unipersonals (4 homes vivint sols i 8 dones vivint soles), 16 parelles sense fills i 16 parelles amb fills.
La població ha evolucionat segons el següent gràfic:
Habitants censats

### Habitatges
El 2007 hi havia 50 habitatges, 45 eren l'habitatge principal de la família, 3 eren segones residències i 2 estaven desocupats. Tots els 50 habitatges eren cases. Dels 45 habitatges principals, 36 estaven ocupats pels seus propietaris i 9 estaven llogats i ocupats pels llogaters; 2 tenien dues cambres, 3 en tenien tres, 14 en tenien quatre i 26 en tenien cinc o més. 36 habitatges disposaven pel capbaix d'una plaça de pàrquing. A 21 habitatges hi havia un automòbil i a 22 n'hi havia dos o més.

### Piràmide de població
La piràmide de població per edats i sexe el 2009 era:
| Homes | Edats   | Dones |
| ----- | ------- | ----- |
| 0     | 95 o +  | 0     |
| 0     | 90 a 94 | 0     |
| 4     | 85 a 89 | 0     |
| 0     | 80 a 84 | 0     |
| 0     | 75 a 79 | 0     |
| 0     | 70 a 74 | 0     |
| 8     | 65 a 69 | 8     |
| 0     | 60 a 64 | 0     |
| 4     | 55 a 59 | 4     |
| 4     | 50 a 54 | 4     |
| 4     | 45 a 49 | 4     |
| 4     | 40 a 44 | 0     |
| 4     | 35 a 39 | 8     |
| 0     | 30 a 34 | 0     |
| 4     | 25 a 29 | 0     |
| 0     | 20 a 24 | 0     |
| 4     | 15 a 19 | 4     |
| 12    | 10 a 14 | 0     |
| 0     | 5 a 9   | 0     |
| 0     | 0 a 4   | 4     |

## Economia
El 2007 la població en edat de treballar era de 59 persones, 46 eren actives i 13 eren inactives. De les 46 persones actives 37 estaven ocupades (22 homes i 15 dones) i 9 estaven aturades (2 homes i 7 dones). De les 13 persones inactives 6 estaven jubilades, 1 estava estudiant i 6 estaven classificades com a «altres inactius».
Activitats econòmiques
L'únic establiment que hi havia el 2007 era d'una empresa de serveis.
L'any 2000 a Molins-sur-Aube hi havia 4 explotacions agrícoles.

## Poblacions més properes
El següent diagrama mostra les poblacions més properes.